# Janusz Kulesza

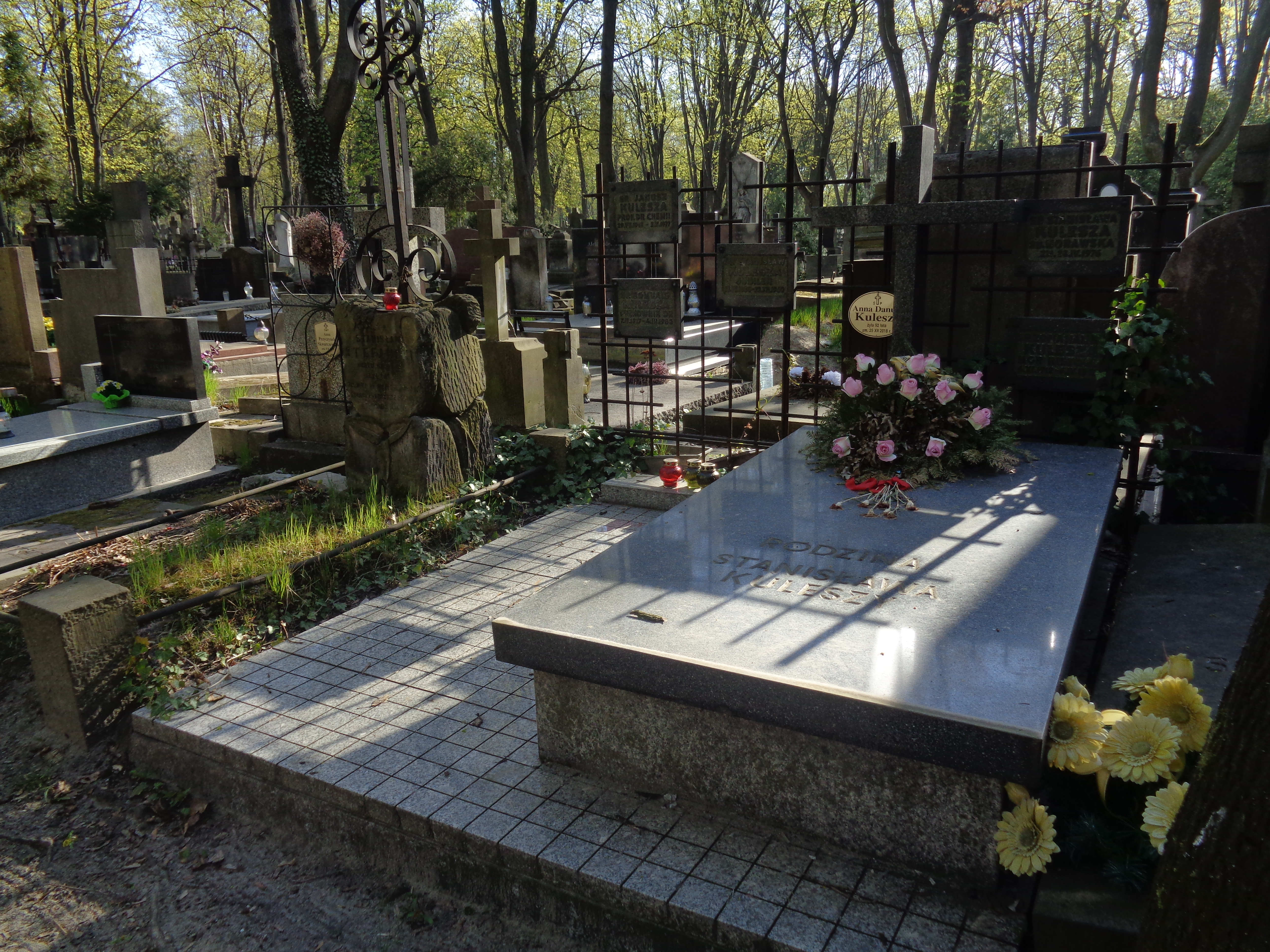
Grób Janusza Kuleszy na cmentarzu Powązkowskim

Janusz Kulesza (ur. 1912 w Warszawie, zm. 1977) – polski chemik, technolog produktów zapachowych, profesor Politechniki Łódzkiej.
W 1937 roku ukończył studia chemiczne na Uniwersytecie Warszawskim i podjął pracę w Chemicznym Instytucie Badawczym w Warszawie. W czasie okupacji pracował w Państwowej Wyższej Szkole Technicznej w Warszawie. W 1946 roku uzyskał stopień doktora nauk chemicznych na Uniwersytecie Warszawskim i rozpoczął pracę w Katedrze Chemii Organicznej Politechniki Warszawskiej. W 1954 roku został powołany na stanowisko zastępcy profesora na Wydziale Leśnym Wyższej Szkoły Rolniczej w Poznaniu. W 1956 roku objął kierownictwo Zakładu Technologii Ziół i Aromatów Politechniki Łódzkiej. W 1961 roku habilitował się. W 1962 roku otrzymał stanowisko docenta i kierownictwo Katedry Technologii Odżywek i Koncentratów Witaminowych. W latach 1956–1958 oraz 1964–1966 pełnił funkcję prodziekana Wydziału Chemii Spożywczej Politechniki Łódzkiej. W 1968 roku otrzymał tytuł profesora nadzwyczajnego, a w 1976 roku profesora zwyczajnego. We wrześniu 1970 powołany został na stanowisko dyrektora Instytutu Podstaw Chemii Żywności PŁ.
Jego zainteresowania naukowe obejmowały głównie chemię i technologię produktów zapachowych. Prowadził w tej dziedzinie obszerne badania dotyczące krajowych olejków eterycznych, potem syntetycznych związków zapachowych i aromatów owocowych. W okresie 20-letniej jego działalności w Politechnice Łódzkiej powstała „szkoła produktów zapachowych”. Jego dorobek naukowy obejmuje około 70 publikacji, wiele patentów oraz monografię. Był profesorem 5 prac doktorskich. Odznaczony wielokrotnie i wyróżniony nagrodami.
Został pochowany na cmentarzu Powązkowskim w Warszawie (kwatera 194 rząd, 6 grób, 22 i 23).